# Sphaerodactylus elegantulus
Sphaerodactylus elegantulus este o specie de șopârle din genul Sphaerodactylus, familia Gekkonidae, descrisă de Barbour 1917. Conform Catalogue of Life specia Sphaerodactylus elegantulus nu are subspecii cunoscute.